# Chrysodema iris
Chrysodema iris es una especie de escarabajo del género Chrysodema, familia Buprestidae. Fue descrita científicamente por Kerremans en 1898.